# Felix Loch
Felix Loch (Sonneberg, RDA, 24 de julio de 1989) es un deportista alemán que compite en luge en la modalidad individual.
Participó en cuatro Juegos Olímpicos de Invierno, obteniendo en total tres medallas de oro: una en Vancouver 2010, en la prueba individual, y dos en Sochi 2014, en las pruebas individual y por equipo (junto con Natalie Geisenberger, Tobias Wendl y Tobias Arlt), el quinto lugar en Pyeongchang 2018 (individual) y el cuarto en Pekín 2008 (individual).
Ganó veintidós medallas en el Campeonato Mundial de Luge entre los años 2008 y 2025, y doce medallas en el Campeonato Europeo de Luge entre los años 2013 y 2023.

## Palmarés internacional
| Juegos Olímpicos   | Juegos Olímpicos             | Juegos Olímpicos  | Juegos Olímpicos       |
| Año                | Lugar                        | Medalla           | Prueba                 |
| ------------------ | ---------------------------- | ----------------- | ---------------------- |
| 2010               | Vancouver (Canadá)           | Medalla de oro    | Individual             |
| 2014               | Sochi (Rusia)                | Medalla de oro    | Individual             |
| 2014               | Sochi (Rusia)                | Medalla de oro    | Equipo                 |
| Campeonato Mundial |                              |                   |                        |
| Año                | Lugar                        | Medalla           | Prueba                 |
| 2008               | Oberhof (Alemania)           | Medalla de oro    | Individual             |
| 2008               | Oberhof (Alemania)           | Medalla de oro    | Equipo                 |
| 2009               | Lake Placid (Estados Unidos) | Medalla de oro    | Individual             |
| 2009               | Lake Placid (Estados Unidos) | Medalla de oro    | Equipo                 |
| 2011               | Cesana (Italia)              | Medalla de plata  | Individual             |
| 2012               | Altenberg (Alemania)         | Medalla de oro    | Individual             |
| 2012               | Altenberg (Alemania)         | Medalla de oro    | Equipo                 |
| 2013               | Whistler (Canadá)            | Medalla de oro    | Individual             |
| 2013               | Whistler (Canadá)            | Medalla de oro    | Equipo                 |
| 2015               | Sigulda (Letonia)            | Medalla de oro    | Equipo                 |
| 2015               | Sigulda (Letonia)            | Medalla de plata  | Individual             |
| 2016               | Königssee (Alemania)         | Medalla de oro    | Individual             |
| 2016               | Königssee (Alemania)         | Medalla de oro    | Individual (velocidad) |
| 2016               | Königssee (Alemania)         | Medalla de oro    | Equipo                 |
| 2019               | Winterberg (Alemania)        | Medalla de oro    | Individual             |
| 2019               | Winterberg (Alemania)        | Medalla de plata  | Individual (velocidad) |
| 2019               | Winterberg (Alemania)        | Medalla de bronce | Equipo                 |
| 2021               | Königssee (Alemania)         | Medalla de plata  | Individual             |
| 2021               | Königssee (Alemania)         | Medalla de plata  | Equipo                 |
| 2023               | Oberhof (Alemania)           | Medalla de oro    | Individual (velocidad) |
| 2024               | Altenberg (Alemania)         | Medalla de bronce | Individual             |
| 2025               | Whistler (Canadá)            | Medalla de plata  | Individual             |
| Campeonato Europeo |                              |                   |                        |
| Año                | Lugar                        | Medalla           | Prueba                 |
| 2012               | Paramonovo (Rusia)           | Medalla de bronce | Individual             |
| 2013               | Oberhof (Alemania)           | Medalla de oro    | Individual             |
| 2013               | Oberhof (Alemania)           | Medalla de oro    | Equipo                 |
| 2015               | Sochi (Rusia)                | Medalla de oro    | Equipo                 |
| 2015               | Sochi (Rusia)                | Medalla de bronce | Individual             |
| 2016               | Altenberg (Alemania)         | Medalla de oro    | Individual             |
| 2016               | Altenberg (Alemania)         | Medalla de oro    | Equipo                 |
| 2018               | Sigulda (Letonia)            | Medalla de plata  | Individual             |
| 2018               | Sigulda (Letonia)            | Medalla de plata  | Equipo                 |
| 2021               | Sigulda (Letonia)            | Medalla de oro    | Individual             |
| 2021               | Sigulda (Letonia)            | Medalla de bronce | Equipo                 |
| 2023               | Sigulda (Letonia)            | Medalla de plata  | Individual             |